# Wormwood Scrubs

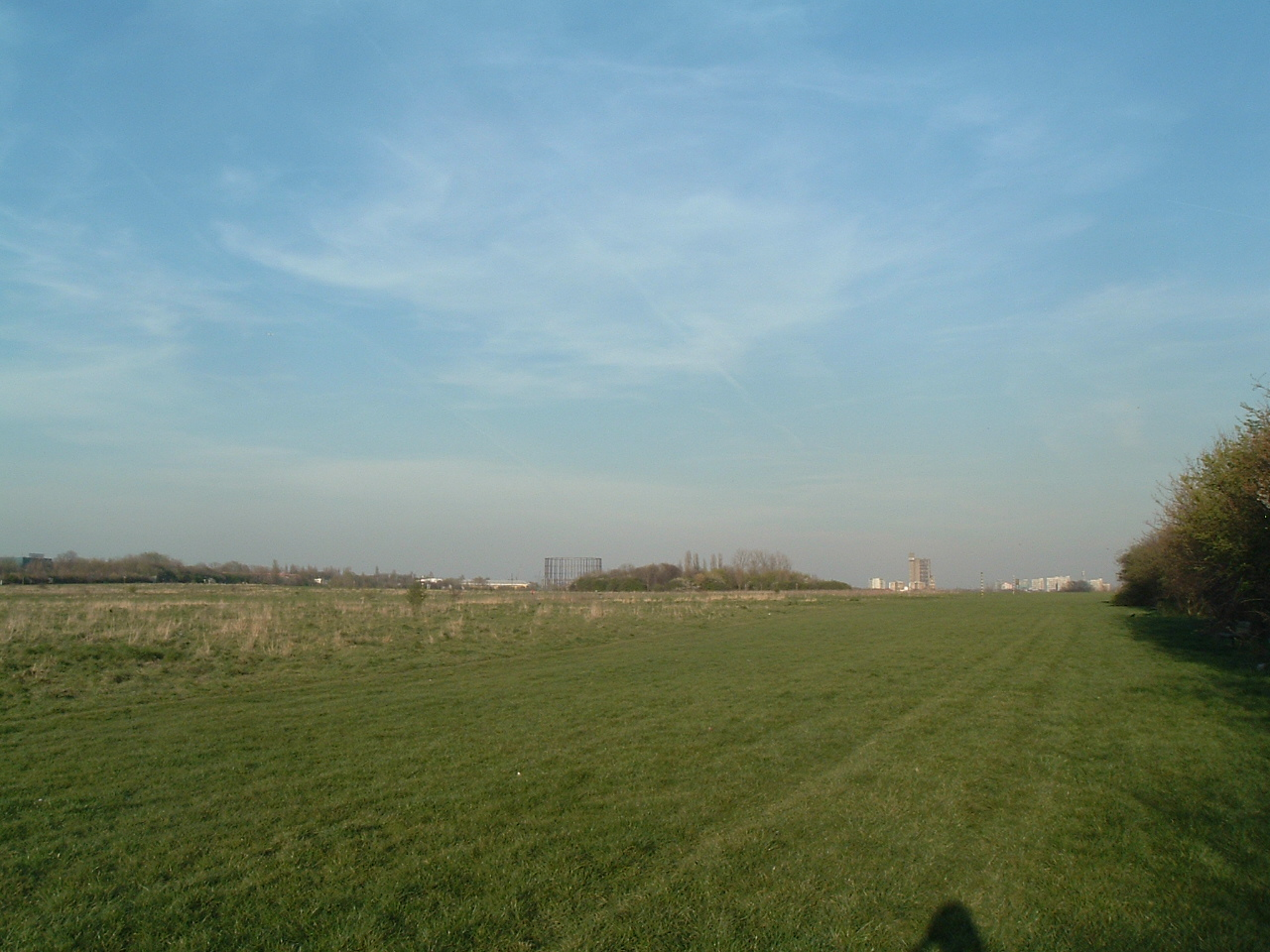
En regardant vers l'est depuis la bordure sud-ouest de Wormwood Scrubs

Wormwood Scrubs, connu localement sous le nom de The Scrubs (ou simplement Scrubs), est un espace ouvert à Old Oak Common situé au nord-est du borough londonien de Hammersmith et Fulham dans l'ouest de Londres. C'est le plus grand espace ouvert de l'arrondissement, avec 80 ha, et l'un des plus grands espaces communs de Londres. 

## Description
La partie orientale, connue sous le nom de Little Wormwood Scrubs, est coupée par Scrubs Lane et la West London Line Railway. Il s'agit d'un espace public ouvert depuis la Wormwood Scrubs Act de 1879. 
La bordure sud des Scrubs est le site de deux bâtiments d'importance locale. À l'extrémité ouest se trouve le HM Prison Wormwood Scrubs, construit entre 1875 et 1891 par des condamnés. À l'est de la prison se trouve le campus de l'hôpital Hammersmith, qui comprend le nouveau l'hôpital Queen Charlotte's et Chelsea. 
Dans la zone se trouvent plusieurs installations sportives, dont le stade Linford Christie, des dizaines de terrains de football et un centre de poney. Le Queens Park Rangers Football Club a joué sur Wormwood Scrubs entre 1893 et 1896. 
Au début du XIXe siècle, tout le quartier était à ciel ouvert et comprenait plusieurs zones de terres communes. En 1812, une superficie de 77 hectares (connu sous le nom de Wormholt Scrubs) a été loué par le War Office au Manor of Fulham. C'était dans le but d'exercer des chevaux de cavalerie qui jusque-là s'entraînaient à Hyde Park, Belgrave Square et Regent's Park — alors connu sous le nom de St. Marylebone's Park. Cette terre commune est devenue connue sous le nom de Wormwood Scrubs, 55 hectares ont été achetés par le War Office en 1878. 
En 1986, l'observateur d'oiseaux local Lester Holloway a mis en place une campagne pour sauver Scrubs Wood, la zone des terres ferroviaires le long du côté nord de Wormwood Scrubs, de la destruction dans le cadre des plans du British Rail qui voulait construire des dépôts pour desservir les trains du tunnel sous la Manche. Holloway et sa campagne ont adressé une pétition à la Chambre des lords soutenue par le député de Fulham Nick Raynsford, et ont remporté des concessions. La réserve naturelle existante comprend une zone connue sous le nom de « Lester's Embankment ». La campagne a attiré une publicité nationale considérable en 1987, et même une comédie musicale. 
Le 10 mars 2009, la prison a été classée bâtiment de grade II. En tant que l'un des plus grands espaces ouverts à proximité du centre de Londres, Wormwood Scrubs est toujours menacé de développement. La politique locale est une bataille constante entre des groupes vigilants comme The Friends of Wormwood Scrubs et divers intérêts — le chemin de fer, le conseil local et d'autres — qui ont toujours un œil sur la possibilité de construction de l'espace vert. 
De 1966 jusqu'à 1994, Wormwood Scrubs était divisé municipalement, avec la section occidentale dans le borough londonien d'Ealing et le reste dans Hammersmith et Fulham. Cette année, la frontière municipale fut modifiée et tout le parc devint parti du borough de Hammersmith et Fulham. La section occidentale est quelquefois appelée Old Oak Common.

## Réserve naturelle locale

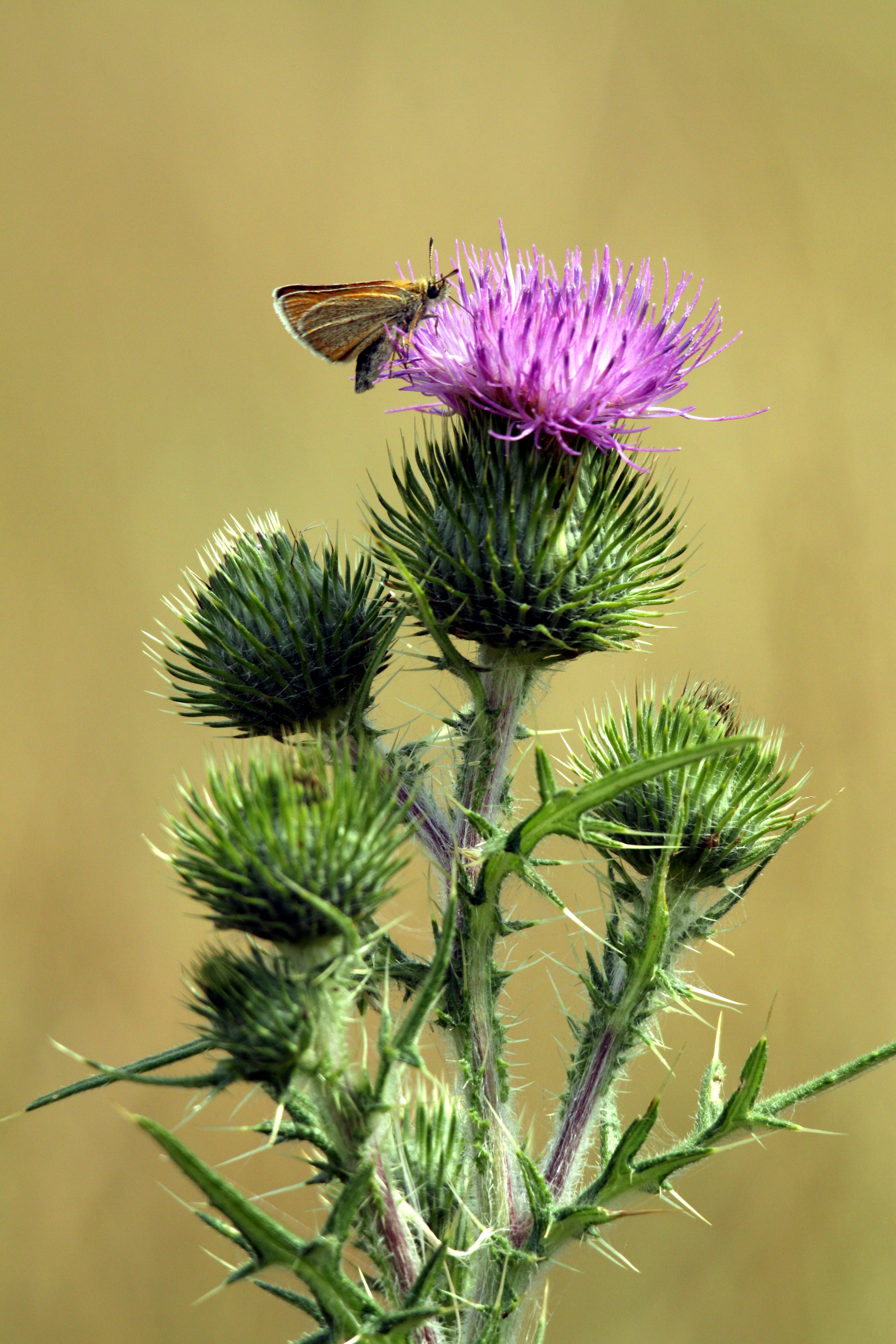
Hespérie d'Essex (Thymelicus lineola) à Wormwood Scrubs.

Les zones de Wormwood Scrubs sont une réserve naturelle locale. Les habitats comprennent des bois (plantation), des broussailles et des prairies. Les animaux comprennent des lézards communs, plus de cent espèces d'oiseaux et vingt espèces de papillons. Ce site est actuellement géré par le borough londonien de Hammersmith et Fulham en collaboration avec Groundwork UK,.

## Lieux à proximité
- White City, Londres
- Kensal Green
- North Kensington
- Dépôt d'entretien du vieux train Common Oak

- Station de métro East Acton
- Station de métro North Acton
- Station de métro White City
- Gare et station de métro Willesden Junction

## Remarques
1. ↑  (en) « Wormwood Scrubs Local Nature Reserve : History », sur ground-level.org via Wikiwix (consulté le 15 juin 2024).
2. ↑  « Channel Tunnel Bill (Hansard, 6 July 1987) », Hansard.millbanksystems.com (consulté le 2 novembre 2010)
3. ↑  « October 2008 Sightings at Wormwood Scrubs » [PDF] (consulté le 2 novembre 2010)
4. ↑  « The Wild Side Of Town », Ashleyhutchings2.tripod.com (consulté le 2 novembre 2010)
5. ↑  'Ere Fletch they've only gone and listed the Scrubs, by Mira Bar-hillel, Daily Mail.
6. ↑  « The Friends of Wormwood Scrubs »
7. ↑  « Wormwood Scrubs », Local Nature Reserves, Natural England, 8 mars 2013 (consulté le 5 décembre 2013)
8. ↑  « Map of Wormwood Scrubs LNR », Local Nature Reserves, Natural England (consulté le 5 décembre 2013)